# Kragerø
Kragerø este o comună din provincia Telemark, Norvegia.
Are o suprafață de 305,47 km². Populația este de 10.413 locuitori, determinată în 1 ianuarie 2023, prin Folkeregisteret[*].